# Патка бара
Патка бара је водени ток на Фрушкој гори, десна је притока Будовара, дужине 7,5km, површине слива 75,3km², у сливу Дунава.
Настаје источно од Бешке спајањем водотока Аб и водотока који тече Поч долином, на 109 м.н.в.. На прва два километра свога тока носи назив Рибница. Одводњава крајње југоисточне падине Фрушке горе и улива се у каналисани поток Будовар, око 2,5km југоисточно од Крчедина. Патка бара је бујични ток, максималног протицаја до 14 m³/с, који је целом дужином каналисан. Ауто-пут Нови Сад—Београд пресеца слив правцем север-југ. У сливу Аба налазе се насеље Чортановци.